# Mihályi Ödön
Mihályi Ödön, született Schwartz (Somos, 1899. április 5. – Kassa, 1929. július 2.) magyar író, költő, újságíró. Fia Mihályi Gábor (1923–2021) irodalomtörténész, színikritikus, Földes Anna író, újságíró férje.

## Élete
Schwartz József bérlő és Fränkel Jozefin fiaként született egy nyolcgyermekes izraelita család legfiatalabb tagjaként. A Kassán végzett középiskolai tanulmányai után apja sárosbogdányi birtokán gazdálkodott. Gyermekkorától kezdve jó barátságban állt Márai Sándor íróval. A baloldali Sarló mozgalom tagja lett. Írásait a Bécsben kiadott Testvér és Tűz közölte. Elsők között figyelt fel a parasztság problémáira: a falusi életforma iránt érzett rajongás és bizonyos fokú melankólia érződik szigorú tömörségű verseiben. Halálát egy autóversenyen elszenvedett baleset okozta.
Házastársa Spiegel Magdolna volt, Horváth Zoltán újságíró, műfordító második felesége. 1922. március 12-én Kassán kötöttek házasságot.

## Főbb művei
- Ma itt borongok néhány kétkedéssel (versek, 1917)
- Márciusi tribün (versek, Kassa, 1922)
- Galambot várok (versek, Pozsony; 1928)
- Felszökő föld (versek és próza, Lesznai Anna és Márai Sándor előszavával, Budapest, 1931)